# Cavernas de Água Clara
O Sistema de Cavernas de Água Clara (em malaio:  Gua Air Jernih) no Parque Nacional Gunung Mulu, Sarawak, Malásia é considerado um dos maiores sistemas de cavernas interligados do mundo em volume e a nona caverna mais longa do mundo com 224 km  (2020). Muitas expedições do Projeto Mulu Caves aumentaram a extensão explorada e continuarão a fazê-lo no futuro.

## Exploração
A Caverna Água Clara, descoberta em 1978, foi o primeiro componente importante do sistema de cavernas, ela própria explorada por 51 km de extensão em várias expedições entre 1978 e 1984. Em 1988, uma pequena expedição conectou a Caverna dos Ventos a Água Clara e descobriu a Caverna Rocha Negra de 24 km, que em 1991, foi conectado com Água Clara.  Outros 15 km de passagem também foram adicionados à caverna Água Clara no mesmo ano, mas a grande mudança teve que esperar mais 12 anos até 2003, quando a caverna Rocha Branca foi descoberta ao norte de Rocha Negra. Inicialmente, esperava-se que a nova descoberta se juntaria rapidamente a Rocha Negra e, embora tenha acontecido, Rocha Branca também corria para a montanha com 101 km de comprimento ao longo de mais oito expedições em 2005, 2007, 2009, 2011, 2013, 2015, 2017 e 2018. A caverna Rocha Branca agora é o maior componente do sistema Água Clara.  Com a conexão de cavernas adicionais, como a floresta bêbada e a caverna Leopardo, o comprimento total do Sistema de águas claras naquela época (outubro de 2018) era de 227.196 km.